# Изотропность пространства
| Симметрия в физике             | Симметрия в физике                    | Симметрия в физике               |
| Преобразование                 | Соответствующая инвариантность        | Соответствующий закон сохранения |
| ------------------------------ | ------------------------------------- | -------------------------------- |
| ↕ Трансляции времени           | Однородность времени                  | …энергии                         |
| ⊠ C, P, CP и T-симметрии       | Изотропность времени                  | …чётности                        |
| ↔ Трансляции пространства      | Однородность пространства             | …импульса                        |
| ↺ Вращения пространства        | Изотропность пространства             | …момента импульса                |
| ⇆ Группа Лоренца (бусты)       | Относительность лоренц-ковариантность | …движения центра масс            |
| ~ Калибровочное преобразование | Калибровочная инвариантность          | …заряда                          |

Изотропность — одинаковость свойств пространства по всем направлениям, то есть поворот любой замкнутой физической системы как целого не изменяет её физические свойства.
Изотропность пространства означает, что если замкнутую систему тел повернуть в пространстве на любой угол, поставив все тела в ней в те же условия, в каком они находились в прежнем положении, то это не отразится на ходе всех последующих явлений.
Пространство является изотропным лишь в инерциальных системах отсчёта. В неинерциальных системах отсчёта пространство неизотропно.
Одно из ключевых свойств пространства в классической механике.
Из свойства изотропности пространства вытекает закон сохранения момента импульса.
Изотропность пространства означает, что в пространстве нет какого-то выделенного направления, относительно которого существует «особая» симметрия, все направления равноправны.
Следует отличать изотропность от однородности пространства.
Если пространство изотропно вокруг каждой своей точки, то оно однородно в каждой своей точке. Это следует из того, что в случае изотропного пространства каждую его точку вращениями вокруг различных центров можно перевести в любую другую точку.